# 生体適合性
生体適合性（せいたいてきごうせい、英: biocompatibility）とは生体組織や器官と親和性があり、異物反応や拒絶反応などを生じない性質。

## 概要
生体は、一般的に体内に異物が混入すると異物反応によりこれを除去するよう応答するが、一方で適切な応答を引き起こす材料を生体適合性を有するという。適切な応答の一つの指標としては、異物反応がほとんどないことが挙げられ、生体適合性には生体材料に含まれる高分子材料のモノマー成分や、金属やセラミックからのイオンなどが体液中に溶出して細胞、組織、ないしは生理学的な悪影響を及ぼす素材自体の毒性、内毒素などの微生物由来成分の存在、生体材料が周辺の組織を物理的に刺激する機械的影響、および周辺タンパクや細胞との相互作用という4つの観点が存在する。

## 指標
- 毒性
- 微生物由来成分の存在
- 機械的影響
- 周辺タンパクや細胞との相互作用